# Bodonhely
Bodonhely község Győr-Moson-Sopron vármegyében, a Csornai járásban.

## Fekvése
A község a Rába bal partján fekszik, Csornától 17 kilométerre délkeletre, illetve Győrtől 30 kilométerre délnyugatra, a 8511-es út mentén. Híd köti össze a Rába túlsó partján elhelyezkedő Kisbabottal.
A talajtakaróra jellemző a változatosság, de döntően a réti öntés és a lápos réti talajok jellemzőek.
A község lakóinak életét évszázadokon át meghatározta a folyó és az átkelőhely. A település az egyutcás falu képét mutatja.

## Története
A községet 1446-ban említik először „Bodonhel” néven mint Kanizsai birtokot. 1536-ban a Nádasdyak, 1558-ban gróf Cseszneky János, 1861-ben pedig az Esterházyak kezére kerül.
A község lakói a török időkig a középkori jobbágyok életét élték. Az 1540-50-es években a földesúr- Nádasdy Tamás nádor- a Rábahíd védelmére várat emeltetett. Ettől kezdve a lakosok főképp katonák. A vármegyei közgyűlések jegyzőkönyvei szerint Bodonhelyen gyalogosok és lovasok egyaránt szolgáltak. 1594-ben a török a bodonhelyi várat is elfoglalta. Győr visszafoglalásakor (1598) a mérgesi és bodonhelyi erősségeket elhagyták. A falut új telepesekkel kellett benépesíteni. A vár helyett kastély, a Rába partra erődítmény épült. A község lakói már a XVI. században áttértek az új hitre és evangélikusok lettek. A rekatolizáció azonban itt is éreztette hatását. A török háborúk lezárásával a lakosság katonai szolgálata is véget ért. A lakosok megélhetésük érdekében irtás révén bővítették földterületüket. 1768-ban a község szerződést kötött az urasággal az úrbéres szolgáltatások megváltására. Az 1848-49-es szabadságharcban a községből 11-en szolgáltak honvédként.
A két világháború ugyancsak emberi áldozatokat követelt a falu lakosai közül. A visszavonuló német csapatok felrobbantották a Rába hídját, ami csak 1968-ban épülhetett újjá.

## Mai élete
Az önkormányzat egy óvodát működtet. Konyhájáról látják el a házi szociális gondozásban és szociális étkezésben részesülő időseket. Általános iskolába a gyerekek Bágyogszovátra járnak. Rendelkezik a község orvosi rendelővel, a betegek ellátását a szomszédos faluban élő háziorvos látja el.
A település infrastrukturális ellátottsága kielégítőnek mondható. A lakások vezetékes vízzel, telefonnal ellátottak. Az utak portalanítottak. Megoldott a hulladékkezelése is, megtörtént a csatornázás és kiépítették a vezetékes gáz hálózatát is. A községben evangélikusok és katolikusok egyaránt élnek, 1/3-1/4 arányban.

## Közélete

### Polgármesterei
- 1990–1994: Kiss Sándor (független)[3]
- 1994–1998: Makkos Attila (független)[4]
- 1998–2002: Makkos Attila (független)[5]
- 2002–2003: Makkos Attila (független)[6]
- 2003–2006: Kenesei Ferenc (független)[7]
- 2006–2010: Kenesei Ferenc (független)[8]
- 2010–2014: Kenesei Ferenc (független)[9]
- 2014–2019: Kenesei Ferenc (független)[10]
- 2019–2024: Varga Edina (független)[11]
- 2024– : Szabó Szilvia (Fidesz-KDNP)[1]

A településen 2003. december 7-én időközi polgármester-választást tartottak, az előző polgármester halála miatt.

## Népesség
A település népességének változása:
| Lakosok száma | 287  | 289  | 287  | 326  | 355  | 353  | 360  |
|               | 2013 | 2014 | 2015 | 2021 | 2022 | 2023 | 2024 |

A 2011-es népszámlálás során a lakosok 89,9%-a magyarnak, 0,7% lengyelnek, 0,7% németnek mondta magát (10,1% nem nyilatkozott; a kettős identitások miatt a végösszeg nagyobb lehet 100%-nál). A vallási megoszlás a következő volt: római katolikus 70,8%, református 1%, evangélikus 12,2%, görögkatolikus 0,3%, felekezeten kívüli 2,1% (13,2% nem nyilatkozott).
2022-ben a lakosság 93%-a vallotta magát magyarnak, 2,3% németnek, 2,5% egyéb, nem hazai nemzetiségűnek (7% nem nyilatkozott; a kettős identitások miatt a végösszeg nagyobb lehet 100%-nál). Vallásuk szerint 48,7% volt római katolikus, 7,3% evangélikus, 3,7% református, 1,1% görög katolikus, 1,7% egyéb keresztény, 3,1% egyéb katolikus, 8,7% felekezeten kívüli (25,6% nem válaszolt).

## Látnivalók
- Katolikus templom: Építése még a török hódoltság idejére tehető. A hagyomány szerint régen csak őrtoronyként szolgált a templom. Egy török vitéz gyógyulása után építette az őrtoronyhoz a mai templomot.
- Sarlós Boldogasszonyt ábrázoló szobor: Érdekessége, hogy csupán négy ilyen szobor található Magyarországon.
- Evangélikus templom: Az 1800-as években épült.